# Süddeutsche Zeitung
Süddeutsche Zeitung је један од највећих дневних листова у Немачкој. Седиште се налази у Минхену.